# جان پی. فینگان
جان پ فینگان (انگلیسی: John P. Finnegan؛ ۱۸ اوت ۱۹۲۶ – ۲۹ ژوئیهٔ ۲۰۱۲) یک هنرپیشه اهل ایالات متحده آمریکا بود. وی بین سال‌های ۱۹۷۰ تا ۲۰۰۴ میلادی فعالیت می‌کرد.